# Марков монастир
Марков монастир Святого Димитрія — православний жіночий монастир в Північній Македонії, зараз обителлю управляє Македонська православна церква. Болгари вважають Марков монастир частиною історичної спадщини. Названий на честь народного героя Кралевича Марко.

## Розташування
Розташований поблизу села Маркова-Сушиця, через яке протікає Маркова річка, приблизно у 20 км від столиці Скоп'є.

## Історія
Монастирський храм Св. Димитрія зведений у 1345 році. Оновив храм король Вукашин, розписи завершені за його сина Марко між 1366 і 1371 роками.